# Alfeo Brandimarte
Alfeo Maria Brandimarte (Loreto, 31 gennaio 1906 – Roma, 3 giugno 1944) è stato un militare e ingegnere italiano ufficiale della Regia Marina durante la seconda guerra mondiale.
Fece parte del programma di sviluppo del radar militare italiano EC3/ter «Gufo».
Dopo l'armistizio del 1943, partecipò alla Resistenza italiana, ma fu catturato dai nazisti e trucidato nel corso dell'eccidio de La Storta. Fu insignito della medaglia d'oro al valore militare alla memoria.

## Biografia

### Carriera militare
Laureatosi nel 1928 come ingegnere meccanico ad indirizzo elettrotecnico (allora l'elettronica non esisteva neanche come definizione, e l'elettricità era considerata afferente alla meccanica), l'anno successivo entrò nel Regio Esercito come sottotenente di complemento. L'anno successivo fu trasferito come effettivo alla Regia Marina dove, nelle Armi Navali, svolse vari incarichi, dal 1933 in poi (dopo la nomina a capitano) svolse vari incarichi accademici e tecnici legati alla sua laurea.
Dopo aver ricoperto la cattedra di elettronica all'Accademia Navale di Livorno, fu inviato nel 1935 in Somalia come direttore dei servizi di telecomunicazione militari. In seguito, nel 1937, fu trasferito ad Addis Abeba appena conquistata per rimettere in servizio la stazione radio e, una volta terminato, tornò in Italia per assumere l'incarico di vicedirettore dell'Istituto Elettrotecnico dell'Accademia Navale. Nel 1940 chiese il proscioglimento dal servizio permanente effettivo, che ottenne, ma fu mantenuto in servizio di complemento fino al settembre 1941 e nominato maggiore.

### Carriera civile
Tra l'altro farà parte di una commissione inviata in Germania nel giugno 1940 per valutare i prototipi tedeschi di apparati radar. Successivamente assunse l'incarico di amministratore delegato di una azienda civile.
Alfeo Brandimarte fu uno dei principali artefici all'interno del Regio Istituto Elettrotecnico e delle Comunicazioni della Marina (RIEC), insieme ai professori Ugo Tiberio e Nello Carrara, del lavoro che portò, dopo il suo proscioglimento, al primo radar operativo navale italiano della seconda guerra mondiale, l'EC3/ter «Gufo», costruito insieme al suo omologo terrestre "Folaga" da un gruppo di ricercatori civili e militari.

### La resistenza e la morte
Dopo l'8 settembre 1943 fece parte del Fronte militare clandestino contro l'occupante tedesco a Roma, dove si occupò di istituire collegamenti radio e comunicazioni anche a favore del Servizio informazioni clandestino della Marina attivo nella capitale.
Tradito, fu catturato dalle SS il 23 maggio 1944 e imprigionato nelle carceri di Via Tasso, precisamente nella cella n.3. La sera del 3 giugno 1944, con le forze alleate già in ingresso nella capitale, fu caricato dai tedeschi su un autocarro insieme ad altri prigionieri italiani e stranieri, in un convoglio in direzione nord lungo la via Cassia. La mattina dopo, Alfeo Brandimarte, con i prigionieri Bruno Buozzi, Pietro Dodi, Eugenio Arrighi, Saverio Tunetti, Lino Eramo, Edmondo Di Pillo, Enrico Sorrentino, Vincenzo Conversi, Luigi Castellani, Libero De Angelis, Alberto Pennacchi, il polacco Borian Frejdrik e l'agente segreto Gabor Adler  trovarono la morte nell'eccidio de La Storta e le loro salme recuperate dopo la liberazione di Roma.
Il 15 febbraio 1945 fu insignito della medaglia d'oro al valore militare alla memoria.